# Jürgen Schweikardt
Jürgen Schweikardt (* 23. April 1980 in Waiblingen, Deutschland) ist ein deutscher Handballspieler, -trainer und -manager. Seine Körpergröße beträgt 1,91 m.

## Karriere
Schweikardt hat seit seinem sechsten Lebensjahr Handball beim TV Bittenfeld gespielt. Zu Beginn der Saison 2001/02 wechselte er zum damaligen Zweitligisten TV Kornwestheim. Nach der Saison kehrte er zurück zum TV Bittenfeld. Mit dem TVB stieg Schweikardt 2003 in die Oberliga Baden-Württemberg auf. 2004 erreichte er mit dem TVB den Aufstieg in die Regionalliga. 2006 stieg er mit Bittenfeld in die 2. Handball-Bundesliga Süd auf.
2006 wurde Schweikardt für besondere Verdienste um den Sport mit der Sportverdienstplakette der Stadt Waiblingen ausgezeichnet.
2008 wird Schweikardt zusätzlich zu seiner Tätigkeit als Spieler Geschäftsführer der neu gegründeten TV Bittenfeld Handball GmbH.
Am Ende der Saison 2010/2011 qualifiziert er sich mit dem TV Bittenfeld für die neu gegründete eingleisige 2. Handball-Bundesliga.
Im März 2013 übernahm Schweikardt zusammen mit dem bisherigen Co-Trainer Heiko Burmeister interimsweise das Traineramt beim TV Bittenfeld, stand bis zum Saisonende jedoch auch noch als Spieler zur Verfügung.
Schweikardt hat als Spieler 220 Zweitligaspiele bestritten und dabei 782 Tore erzielt. Seine Position war der Rückraum.
Ab der Saison 2013/14 betreute er den TV Bittenfeld als Cheftrainer. Am Ende der Saison 2014/15 legte er das Traineramt nieder, nachdem der erstmalige Aufstieg in die Handball-Bundesliga gelang. In der Folge war er für den Verein ausschließlich als Geschäftsführer der TVB 1898 Handball GmbH & Co. KG tätig.
Am 18. Februar 2018 gab der inzwischen unter dem Namen TVB 1898 Stuttgart antretende Verein bekannt, dass Schweikardt in Personalunion erneut das Traineramt übernommen hat, nachdem sich der TVB nach zehn Spielen ohne Punktgewinn von Markus Baur getrennt hat. Am Ende der Saison 2017/18 wurde sein Vertrag als Trainer um drei Jahre verlängert. Als Geschäftsführer ist Schweikardt weiterhin für die Bereiche Sport, Kommunikation und Organisation verantwortlich, Sven Franzen übernahm zum 1. Juli 2018 die Sparten Finanzen, Vertrieb und Event. Nach der Saison 2020/21 gab er sein Traineramt beim TVB an Roi Sánchez ab, blieb dem Verein jedoch als Geschäftsführer erhalten. Im November 2024 übernahm er gemeinsam mit Jens Bürkle ein weiteres Mal das Traineramt beim TVB bis zum Saisonende.

## Privates
Schweikardt ist gelernter Diplom-Betriebswirt. Er hat zwei Kinder.
Jürgen Schweikardt ist der Sohn von Günter Schweikardt, dem Sportlichen Leiter des TVB 1898 Stuttgart. Sein Bruder Michael Schweikardt war als Spieler für den TVB 1898 Stuttgart tätig.